# 科爾貝安卡鄉
44°36′N 26°3′E / 44.600°N 26.050°E
科爾貝安卡鄉（羅馬尼亞語：Comuna Corbeanca, Ilfov），是羅馬尼亞的鄉份，位於該國南部，由伊爾福夫縣負責管轄，面積30平方公里，海拔高度97米，2007年人口3,860，人口密度每平方公里128人。